# Pierre Tafvelin
Pierre Olof Thomas Tafvelin, född 25 november 1965 i Köpings församling,  är en svensk skådespelare. 
Tafvelin studerade vid Teaterhögskolan i Stockholm 1997–2001.

## Filmografi
- 2001 – Beck – Okänd avsändare
- 2001 – Best Boy
- 2003 – Kontorstid
- 2004 – Min f.d. familj
- 2005 – Kronprinsessan
- 2005 – Münsters fall
- 2005 – Världarnas bok
- 2006 – Brandvägg
- 2008 – Oskyldigt dömd
- 2010 – Längs vägen
- 2010 – Tindra
- 2011 – Dublin
- 2011 – Stockholm Östra
- 2015 – Glada hälsningar från Missångerträsk
- 2015 – Minioner (röst)
- 2016 – Selmas saga (TV-serie) - Fabrikören Hermelin

## Teater

### Roller
| År   | Roll                                                     | Produktion                                                                          | Regi             | Teater                    |
| ---- | -------------------------------------------------------- | ----------------------------------------------------------------------------------- | ---------------- | ------------------------- |
| 2000 |                                                          | Som ni vill ha det (As you Like it) William Shakespeare                             | Judith Hollander | Sörmlands Musik & Teater  |
| 2002 |                                                          | Richard III (The Life and Death of King Richard the Third) William Shakespeare      | Pontus Plaenge   | Shakespeare på Gräsgården |
| 2015 | Lönnegren                                                | Kristina från Duvemåla Benny Andersson, Björn Ulvaeus, Lars Rudolfsson och Jan Mark | Lars Rudolfsson  | Cirkus, Stockholm         |
| 2019 | Frederick Fellowes/Philip Brent/Schejken                 | Rampfeber (Noises Off) Michael Frayn                                                | Pontus Plænge    | Östgötateatern            |
| 2020 | Dumain den äldre                                         | Slutet gott, allting gott (All's Well That Ends Well) William Shakespeare           | Pontus Plænge    | Östgötateatern            |
| 2021 | Ladislav Sipos                                           | She loves me Joe Masteroff, Jerry Book och Sheldon Harnick                          | Roine Söderlundh | Kulturhuset Spira         |
| 2022 | Mamsell (Understudy) Kalle Baddare (Understudy)          | Kulla-Gulla Martha Sandwall-Bergström                                               | Maria Sid        | Kulturhuset Stadsteatern  |
| 2023 | Guiseppe Greco m.fl.                                     | Min fantastiska väninna (L'amica geniale) Elena Ferrante                            | Maria Sid        | Kulturhuset Stadsteatern  |
| 2024 | Puck (understudy) Egeus (understudy) Botten (understudy) | En midsommarnattsdröm (A Midsummer Night's Dream) William Shakespeare               | Melody Parker    | Kulturhuset Stadsteatern  |
| 2025 | Kristoffer                                               | Härlig är jorden Viktor Tjerneld                                                    | Viktor Tjerneld  | Kulturhuset Stadsteatern  |